# 西中地町
西中地町（にしなかじちょう）は、愛知県弥富市の地名。

## 地理
弥富市旧弥富町北端部に位置する。東は東中地、西は荷之上町、南は鎌倉町・鯏浦町、北は愛西市に接する。

## 歴史

### 人口の変遷
国勢調査による人口および世帯数の推移。
| 1995年（平成7年）  | 262世帯 877人 |  |
| 2000年（平成12年） | 274世帯 888人 |  |
| 2005年（平成17年） | 270世帯 838人 |  |
| 2010年（平成22年） | 283世帯 814人 |  |
| 2015年（平成27年） | 264世帯 726人 |  |
| 2020年（令和2年）  | 280世帯 737人 |  |

### 沿革
- 2006年（平成18年）4月1日 -  合併に伴い、弥富町大字西中地が西中地町、大字西中地字五右が西中地町五右、同字新平が西中地町新平、同字中島が西中地町中島、同字権右が西中地町権右にそれぞれ改称[WEB 11]。

## 交通
- 東名阪自動車道弥富インターチェンジ
- 国道155号
- 愛知県道105号富島津島線

## 施設
- 西中地公民館
- 中地公園
- 弥富中地郵便局
- 近物レックス西名古屋支店

### WEB
1. ↑  “愛知県弥富市の町丁・字一覧”.   人口統計ラボ. 2022年12月12日閲覧。
2. 1 2  総務省統計局 (2022年2月10日). “令和2年国勢調査の調査結果(e-Stat) - 男女別人口，外国人人口及び世帯数－町丁・字等” (CSV). 2023年8月2日閲覧。
3. ↑  “読み仮名データの促音・拗音を小書きで表記するもの(zip形式) 愛知県” (zip).   日本郵便 (2024年2月29日). 2024年3月26日閲覧。
4. ↑  “市外局番の一覧” (PDF).   総務省 (2022年3月1日). 2022年3月22日閲覧。
5. ↑  “ナンバープレートについて”.   一般社団法人愛知県自動車会議所. 2024年1月21日閲覧。
6. ↑  総務省統計局 (2014年3月28日). “平成7年国勢調査の調査結果(e-Stat) - 男女別人口及び世帯数 －町丁・字等” (CSV). 2021年7月20日閲覧。
7. ↑  総務省統計局 (2014年5月30日). “平成12年国勢調査の調査結果(e-Stat) - 男女別人口及び世帯数 －町丁・字等” (CSV). 2021年7月20日閲覧。
8. ↑  総務省統計局 (2014年6月27日). “平成17年国勢調査の調査結果(e-Stat) - 男女別人口及び世帯数 －町丁・字等” (CSV). 2021年7月21日閲覧。
9. ↑  総務省統計局 (2012年1月20日). “平成22年国勢調査の調査結果(e-Stat) - 男女別人口及び世帯数 －町丁・字等” (CSV). 2021年7月21日閲覧。
10. ↑  総務省統計局 (2017年1月27日). “平成27年国勢調査の調査結果(e-Stat) - 男女別人口及び世帯数 －町丁・字等” (CSV). 2021年7月21日閲覧。
11. ↑  弥富市役所 総務部 総務課 行政グループ (2015年2月19日). “弥富市住所一覧  旧弥富町” (pdf).   弥富市. 2024年4月8日閲覧。

### 書籍
1. 1 2  「角川日本地名大辞典」編纂委員会 1989, p. 1900.